# Cyste (biologie)
Pour les articles homonymes, voir Cyste et Kyste.
Les biologistes nomment cyste ou kyste le stade de survie correspondant à celui où un organisme — éventuellement unicellulaire — en l’absence de nourriture ou dans des conditions mettant sa vie en péril (sècheresse, grand froid, pH trop extrême…) s’entoure provisoirement d’une matrice ou d'une enveloppe épaisse et résistante au milieu hostile dans l'attente de conditions plus favorables pour reprendre son cycle de vie.
L'enveloppe protectrice peut être un mucus séché et/ou une enveloppe externe construite avec des matériaux de l'environnement.
On parle parfois de forme « enkystée » de l'organisme en question.

## Étymologie
Ce nom d'origine grecque fait référence au sens ancien de panier ou de coffret (le cyste était le coffre qui — dans l'antiquité européenne — contenait les objets du culte, dans les temples).

## Trait d'adaptation
La capacité à produire un cyste est un trait adaptatif conféré par l'évolution, par sélection naturelle, à des espèces souvent primitives (invertébrés le plus souvent).
Quelques espèces plus complexes, dont des poissons et amphibiens, sont néanmoins capables de survivre ainsi à de longues périodes de sécheresse, dans le désert ou à ses abords, enterrés dans le sol ou enfouis dans le sédiment le plus souvent.